# Вилар-де-Амаргу
Вилар-де-Амаргу (порт. Vilar de Amargo)  —  населённый пункт и район в Португалии,  входит в округ Гуарда. Является составной частью муниципалитета  Фигейра-де-Каштелу-Родригу. По старому административному делению входил в провинцию Бейра-Алта. Входит в экономико-статистический  субрегион Бейра-Интериор-Норте, который входит в Центральный регион. Население составляет 236 человек на 2001 год. Занимает площадь 27,35 км².